# ラ・ジュテ
『ラ・ジュテ』（原題 La Jetée）は、1962年のフランス映画である。

## 概要

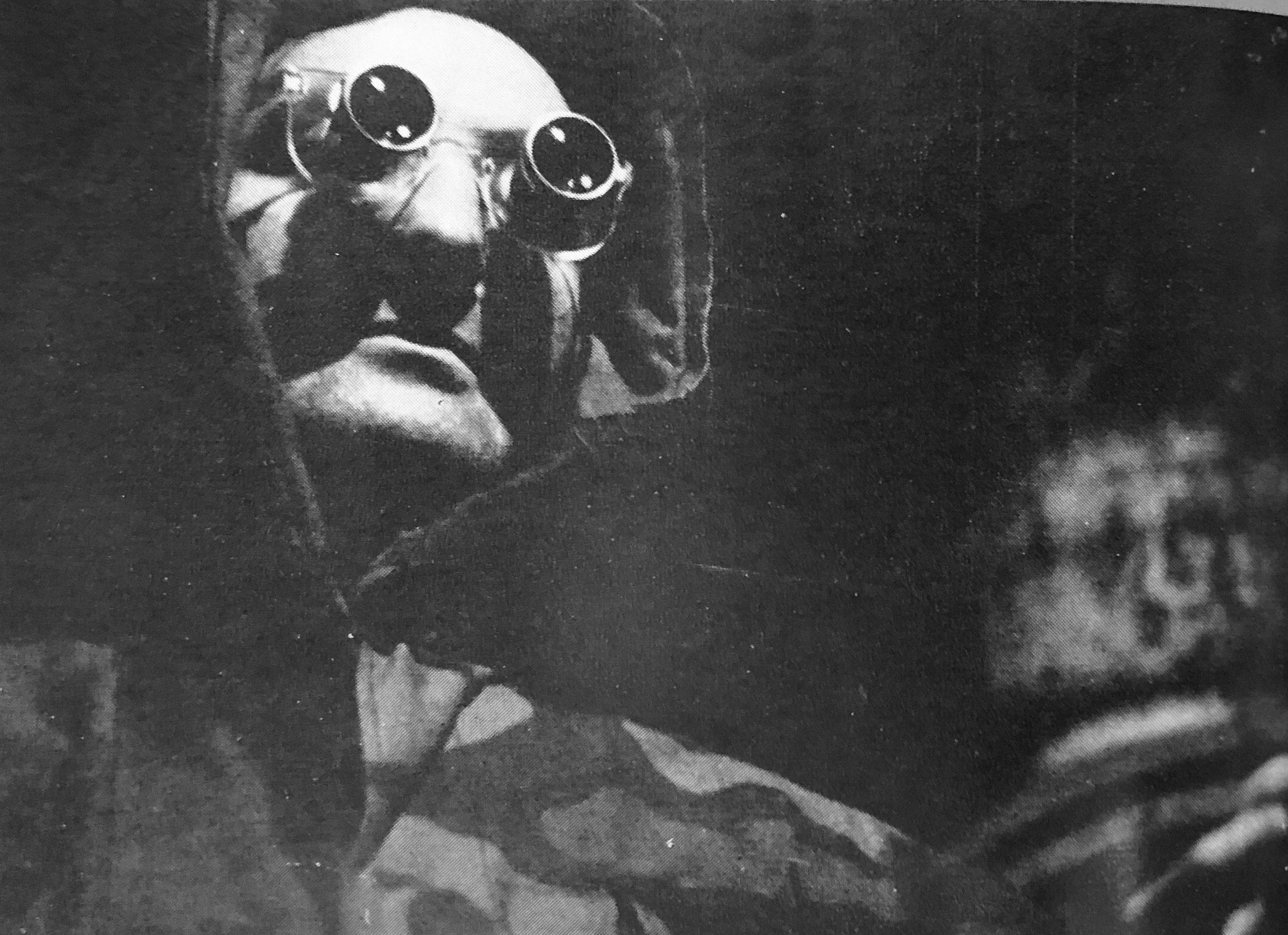
映画の一シーン

クリス・マルケル監督による時間と記憶をモチーフにしたSF映画。jetée（ジュテ）とは港の突堤や空港のボーディング・ブリッジを意味する。
近未来の廃墟になったパリで少年時代の記憶に取り憑かれた男の時間と記憶を、「フォトロマン」と呼ばれるモノクロ写真を連続し映す手法で描く、上映時間29分の短編映画。SFであるが、SF的な美術などは見られない。本作はペンタックスの24×36カメラで静止画を、女性がまばたきする唯一の動画場面は35mmアリフレックスカメラで「映画的に」撮影された。
1962年2月16日、フランスで公開。1963年7月に開催されたトリエステSF国際映画祭でグランプリを受賞した。同年、ジャン・ヴィゴ賞（短編部門）を受賞した。
1966年2月1日から14日、および3月14日から27日にかけて、「世界前衛映画祭」が草月会館ホールで開催された。プログラムはシネマテーク・フランセーズのアンリ・ラングロワによって選定され、上映プリントもシネマテーク・フランセーズ所有のものが多く使われた。『ラ・ジュテ』は2月に同映画祭で上映された。また、シナリオが『映画評論』1966年5月号、『映画芸術』同年同月号に掲載された。

## ストーリー
第3次世界大戦後。パリは廃墟と化し、戦争を生き延びた数少ない人類は放射線を避けて、地上から地下へ逃れ、やがて「支配者」と「奴隷」に分かれて暮らすこととなった。
科学者たちは欠乏する薬品やエネルギー資源を過去や未来の世界に求め、奴隷を使った時間旅行能力の開発実験に取り組んだ。多くの奴隷が廃人になるか死亡する中、ある男の時間旅行能力が開眼する。男は少年時代にオルリー空港の展望デッキで見た、ある美しい女性と、その側にいた男性の急死という強烈な記憶に取り憑かれていたため、精神が過去に移動する過酷さに耐えることができるのだった。
実験が繰り返され、過去を旅する中、男はかつての記憶の中にいた女性を見つけ、やがて仲睦まじくなり、逢瀬を重ねた。実験の成功が確かめられ、支配者たちは、男に未来へ行き、世界を救うエネルギーを持ち帰るよう命じた。男はそれに応じ、未来人の説得に成功したばかりでなく、同じく時間旅行能力を持つ未来人から永住を勧められるが、それを断り、女性の待つ過去へと飛ぶ。
女はオルリー空港の展望デッキにいた。男が女性に駆け寄ろうとすると、尾行していた支配者側の暗殺者が、男を特殊な銃で撃ったのだった。
その光景は、まさに男が少年時代に見かけたあの記憶そのままであったことを思い出し、男は息を引き取る。

## キャスト
- 女 - エレーヌ・シャトラン（フランス語版）
- 男 - ダヴォス・ハニッヒ（フランス語版）
- 実験者 - ジャック・ルドゥー（フランス語版）
- ナレーター - ジャン・ネグローニ（フランス語版）
- 未来の女 - リジア・ブラニツェ（フランス語版）
- アンドレ・アンリシュ（フランス語版）
- 日本語版ナレーション - 大塚明夫[7]

## スタッフ
- 監督・脚本・撮影 - クリス・マルケル
- 製作 - アナトール・ドーマン
- 音楽 - トレヴァー・ダンカン（フランス語版）
- 編集 - ジーン・ラベル（フランス語版）